# Echenbrunn
Echenbrunn ist ein Stadtteil von Gundelfingen an der Donau im Landkreis Dillingen an der Donau in Bayern. Die ehemals selbständige Gemeinde Echenbrunn wurde zum 1. Mai 1978 zu Gundelfingen eingemeindet.
Der heute mit Gundelfingen baulich zusammengewachsene Pfarrdorf liegt auf 436 Meter Höhe über Normalnull. Echenbrunn befindet sich nahe dem Hochterrassenrand über der Brenz.

## Geschichte
Auf dem Gebiet wurden Funde aus der Hallstatt-, Kelten- und Römerzeit ergraben.
Der Ort wird erstmals im Jahr 1122 als Echinbrunnen überliefert. Er wurde vermutlich von Gundelfingen aus als Ausbausiedlung angelegt. Vor 1122 wurde das Kloster in Echenbrunn von den Edlen Gumpert und Kuno, Verwandte der Herren von Gundelfingen, gegründet. Das Benediktinerkloster hatte Besitz in Hygstetten, Peterswörth und Gundelfingen.
Zusammen mit dem Landgericht Höchstädt kam Echenbrunn 1505 vom Herzogtum Bayern-Landshut an das neu gebildete Fürstentum Pfalz-Neuburg.

## Sehenswürdigkeiten
In der Liste der Baudenkmäler in Gundelfingen sind für Echenbrunn fünf Baudenkmäler aufgeführt, darunter die
- Katholische Pfarrkirche Maria Immaculata

## Bodendenkmäler
Siehe: Liste der Bodendenkmäler in Gundelfingen an der Donau